# Timpanoga hecuba
Timpanoga hecuba är en dagsländeart som först beskrevs av Eaton 1884.  Timpanoga hecuba ingår i släktet Timpanoga och familjen mossdagsländor. Inga underarter finns listade i Catalogue of Life.